# 紹姆堡-利珀親王國
紹姆堡-利珀是德意志地區歷史上的一個邦國，由利珀家族的紹姆堡-利珀支系統治，在神聖羅馬帝國解散後先後成為萊因邦聯、德意志邦聯、北德意志邦聯以及德意志帝國的邦國。

## 親王
- 1807年—1860年：格奧爾格·威廉
- 1860年—1893年：阿道夫一世
- 1893年—1911年：格奧爾格
- 1911年—1918年：阿道夫二世

### 紹姆堡-利珀家族首領
- 1918年—1936年：阿道夫二世
- 1936年—1962年：沃爾拉德
- 1962年—2003年：菲利普-恩斯特
- 2003年至今：亞歷山大